# Florent Hajdini
Florent Hajdini (* 2. September 2006 in Salzburg) ist ein österreichischer Fußballspieler.

## Karriere

### Verein
Hajdini begann seine Karriere beim FC Red Bull Salzburg. Zur Saison 2020/21 wechselte er in die Akademie des Wolfsberger AC. Im Juli 2022 debütierte er für die Amateure des WAC in der Regionalliga. Im August 2022 gab er im ÖFB-Cup gegen den Deutschlandsberger SC sein Profidebüt für die Wolfsberger. Für die Amateure absolvierte er bis Saisonende 26 Regionalligapartien. In der Saison 2023/24 kam er zu 24 Einsätzen, in der Saison 2024/25 absolvierte er 13 Partien.
Zur Saison 2025/26 rückte Hajdini fest in den Profikader Wolfsbergs. Sein Debüt in der Bundesliga gab er im August 2025, als er am zweiten Spieltag jener Saison gegen den FK Austria Wien in der 87. Minute für David Atanga eingewechselt wurde.

### Nationalmannschaft
Hajdini spielte im Oktober 2021 erstmals für eine österreichische Jugendnationalauswahl. Im September 2022 debütierte er gegen Dänemark im U-17-Team, für das er insgesamt siebenmal auflief. Zwischen September 2023 und Mai 2024 spielte er sechsmal in der U-18-Mannschaft. Von September bis November 2024 spielte er sechsmal für die U-19-Auswahl.